# Ślusarstwo

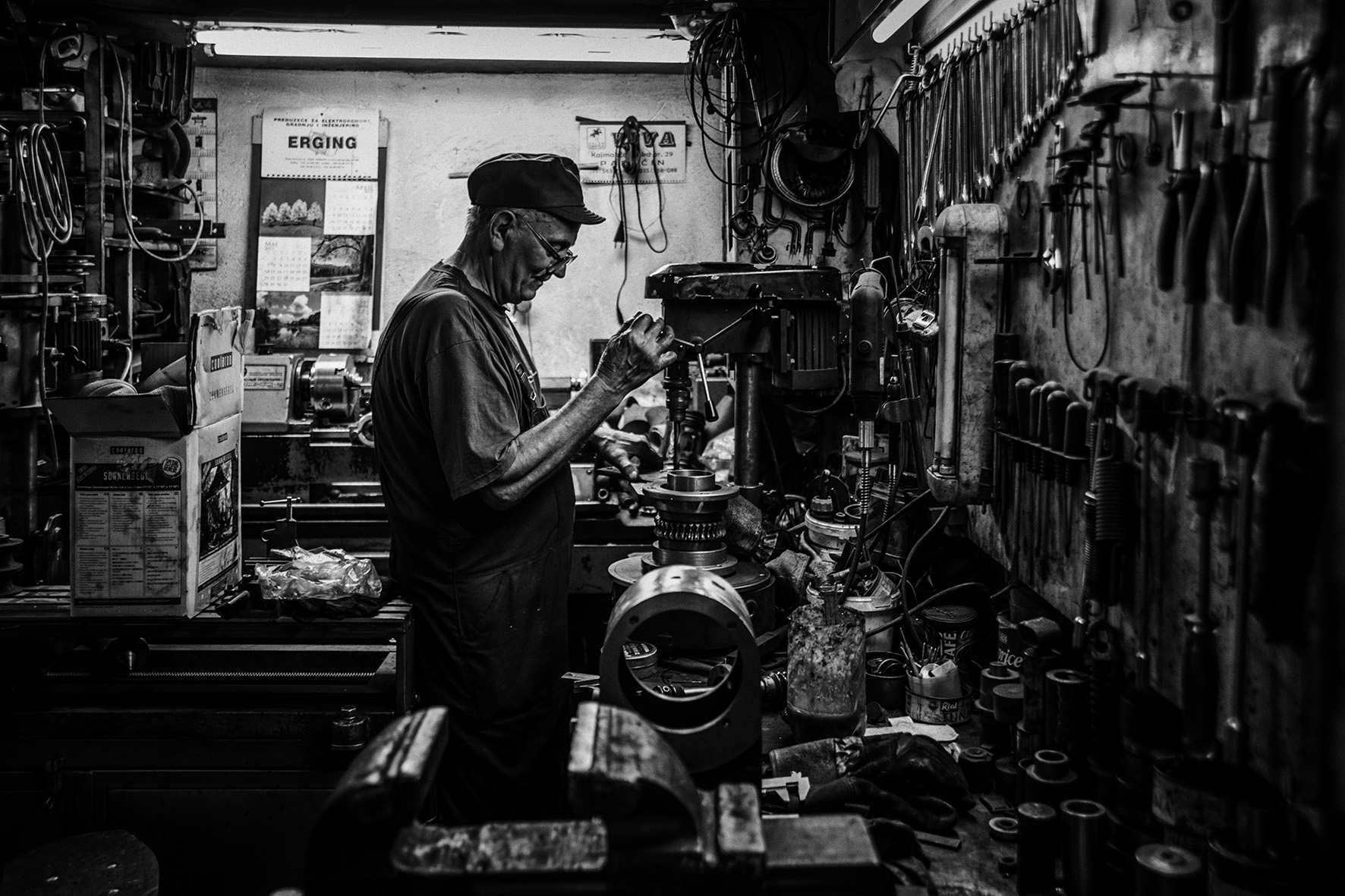
Ślusarz przy pracy

Ślusarstwo – rzemiosło, w którego zakres wchodzi głównie ręczna obróbka metali na zimno. Ma na celu wykonywanie różnych przedmiotów metalowych, montaż oraz naprawianie urządzeń technicznych. W ślusarstwie wykorzystuje się także proste narzędzia z zasilaniem elektrycznym jak np. wiertarki, polerki, szlifierki ostrzarki, szlifierki kątowe czy spawarka elektryczna.
Ślusarstwo, znane już w starożytności, początkowo łączyło się z kowalstwem. W późnym średniowieczu powstały w miastach europejskich cechy kowali i ślusarzy. Tradycyjnie działalnością rzemiosła ślusarskiego jest wytwarzanie wyrobów metalowych, m.in. zamków, kluczy, okuć, ostrzenie noży, narzędzi itp. Rzemiosło ślusarskie wykonywał ślusarz w ślusarni. Wraz z rozwojem manufaktur, a później produkcji przemysłowej, zmalało znaczenie rzemiosła ślusarskiego.

## Specjalizacje w zawodzie ślusarza
W końcu XX w. w zawodzie ślusarza rozróżniano następujące specjalizacje:
- ślusarzy narzędziowych (wzorcarzy) – wykonujących i naprawiających narzędzia skrawające do metali, przyrządy i uchwyty obróbkowe oraz przyrządy do pomiaru i kontroli,
- ślusarzy monterów – wykonujących montaż i końcową obróbkę elementów w produkcji jednostkowej,
- ślusarzy mechaników – konserwujących i naprawiających sprzęt mechaniczny,
- ślusarzy artystycznych – wykonujących ozdobną galanterię metalową.

## Czynności wykonywane przez ślusarzy
- trasowanie, cięcie, wycinanie, przecinanie, przerzynanie,
- prostowanie, gięcie, wyoblanie
- piłowanie, szlifowanie, skrobanie, docieranie, polerowanie,
- wiercenie, rozwiercanie, przebijanie, pogłębianie
- gwintowanie, zwijanie sprężyn,
- nitowanie, skręcanie, lutowanie, spawanie,
- montaż i demontaż.

## Narzędzia używane przez ślusarzy

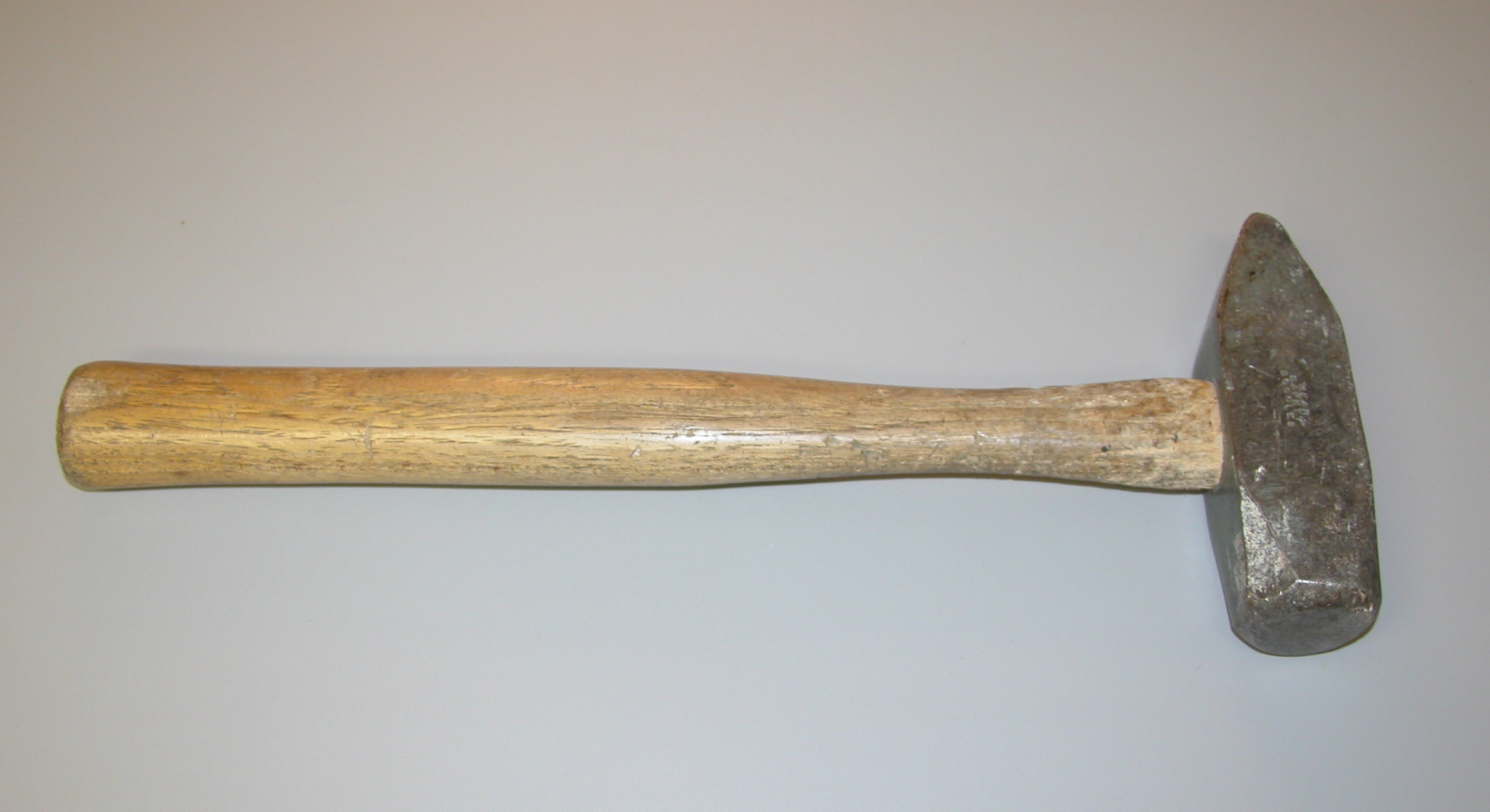
Młotek ślusarski

Do tradycyjnego wyposażenia stanowiska ślusarza należy stół ślusarski z zamocowanym imadłem, komplet pilników, skrobaki, piły do cięcia metali, nożyce gilotynowe, nożyce ręczne, młotki, wycinaki, przecinaki, przebijaki, wiertła, gwintowniki, narzynki, lutownice itp. Materiały pomocnicze takie jak płótna ścierne, pasty do docierania i polerskie, smary stałe i płynne. Narzędzia pomiarowe: suwmiarka, czujnik zegarowy, średnicówka, mikrometr, kątomierz, kątownik ślusarski, płyta traserska, rysik traserski, punktak, cyrkiel, liniał krawędziowy, macki pomiarowe.